# シーメンスヘルシニアーズ
シーメンスヘルシニアーズ（独: Siemens Healthineers AG）は、ドイツ・バイエルン州・エアランゲンに本拠を置き、画像診断装置など医療機器の製造を中心に事業を展開するヘルスケア企業。日本法人はシーメンスヘルスケア株式会社およびシーメンスヘルスケア・ダイアグノスティクス株式会社。フランクフルト証券取引所上場企業（FWB: SHL）。

## 沿革
シーメンスの医療機器事業は、創業者のヴェルナー・フォン・ジーメンスが会社設立3年前の1844年に発明の一つを弟のフリードリヒに施した歯科治療に遡り、ジーメンス・ウント・ハルスケ設立後も、電気医療機器が会社の主要事業の一つとなった。ヴィルヘルム・レントゲンによるX線発見の翌年となる1896年、業界初となる医療用X線装置の製造を開始、1975年にCTスキャナーのSiretomをリリース、1983年にMRIスキャナーのMAGNETOMをリリース、1998年に検査室自動搬送システムADVIAを導入、1999年に画像処理ソフトウェアのsyngoを開発、2001年に陽電子放射断層撮影（PET）とCTを組み合わせたハイブリッド画像システムのSiemens Biographを発売、2011年にPET画像とMR画像の同時撮影を可能とした統合型システムのBiograph mMRをリリースした。
2016年5月、シーメンスはヘルスケア部門のブランドを新たにHealthineers（ヘルシニアーズ）とすることを発表、
2017年11月、ヘルスケア部門を新会社「シーメンスヘルシニアーズ」として分離上場することを発表、2018年3月16日に株式公開が実施された。Healthineersは、pioneeringおよびengineeringに由来する。
2021年4月、アメリカ合衆国の医療機器メーカーであるバリアン・メディカル・システムズの買収を完了し子会社化した。2020年時点で株式の8割弱をシーメンスが保有している。
シーメンスヘルシニアーズの事業は、画像診断装置関連が売上の6割以上を占め、その他の診断機器が3割弱、検査・サービス関連が1割前後となっている。地域別ではアメリカ合衆国が3分の1前後で最大となっている。

## 日本における展開
日本法人には、医療機器の輸入販売を行う「シーメンスヘルスケア株式会社」（Siemens Healthcare K.K.、1979年設立）および、診断・測定用品、医療用具、医薬品、工業薬品等の開発、製造、輸入販売、輸出、医療機器の修理などを行う「シーメンスヘルスケア・ダイアグノスティクス株式会社」（Siemens Healthcare Diagnostics K.K.、2008年設立）があり、いずれも東京都品川区に本社オフィス、日本各地に営業所・サービスグループを持つ。
このほか、系列企業として、CdTe放射線検出素子の製造販売を行う株式会社アクロラドがあり、沖縄県うるま市に本社オフィスおよび工場を持つ。同社のルーツは1984年に設立されたクレスト電子株式会社であるが、2011年にシーメンスが株式の過半数を買収し、現在はシーメンスヘルシニアーズの傘下となっている。